# Martin Riley
Pour les articles homonymes, voir Riley.
Martin Riley, né le 23 avril 1954, à Winnipeg, dans le Manitoba, est un ancien joueur canadien de basket-ball. Il évolue durant sa carrière au poste de meneur.

## Palmarès
- Finaliste du championnat des Amériques 1980